# Barbara Wolff (Politikerin)
Barbara Wolff (* 1948 in Berlin) ist eine deutsche Politikerin (Freie Wähler, ehemals SPD).
In den Jahren 1964 bis 1966 machte Wolff eine Berufsausbildung zur Schneiderin und war Kreisstellenleiterin einer Versicherungsgesellschaft. Von 1969 bis 1990 war sie als Sekretärin und Buchhalterin tätig. Danach war sie von 1992 bis 1993 Kämmererin im Amt und schloss im Jahr 1994 eine Anpassungsfortbildung an der Fachhochschule für öffentliche Verwaltung Brandenburg ab. Sie war Mitglied im Präsidium des Städte- und Gemeindebundes.
Ab 1990 war Wolff für zwölf Jahre Bürgermeisterin der Gemeinde Zeesen. Von 1994 bis 1999 war sie Mitglied im Landtag von Brandenburg, in den sie über ein Direktmandat im Landtagswahlkreis Dahme-Spreewald I einzog.
Im Jahr 2009 trat sie als Kandidatin des BürgerBündnisses zur Bürgermeisterwahl in Königs Wusterhausen an und erhielt 21,6 % der Wählerstimmen. Seit Mai 2011 ist sie Landesvorsitzende der Freie Wähler Landesvereinigung Brandenburg.
Am 24. Februar 2013 wurde sie in Lemgo (Nordrhein-Westfalen) zur stellvertretenden Bundesvorsitzenden der Bundesvereinigung Freier Wähler gewählt.